# Città della Guyana
Di seguito si riporta una lista di città della Guyana, ordinate per numero di abitanti e divise per regione, nonché, più avanti, riportate in ordine alfabetico.
| Città della Guyana |                   |             |             |                                      |
|                    | Città             | Popolazione | Popolazione | Regione                              |
| Censimento 1970    | Città             | Stima 2005  |             | Regione                              |
| 1.                 | Georgetown        | 63.184      | 32.563      | Demerara-Mahaica                     |
| 2.                 | Linden            | 23.956      | 29.521      | Alto Demerara-Berbice                |
| 3.                 | New Amsterdam     | 17.782      | 17.526      | Berbice Orientale-Corentyne          |
| 4.                 | Corriverton       | 10.502      | 13.079      | Berbice Orientale-Corentyne          |
| 5.                 | Rose Hall         | n.d.        | 6.460       | Berbice Orientale-Corentyne          |
| 6.                 | Skeldon           | n.d.        | 5.859       | Berbice Orientale-Corentyne          |
| 7.                 | Rosignol          | 2.001       | 5.782       | Mahaica-Berbice                      |
| 8.                 | Mahaica           | 6.967       | 4.867       | Demerara-Mahaica                     |
| 9.                 | Ituni             | n.d.        | 4.567       | Alto Demerara-Berbice                |
| 10.                | Paradise          | n.d.        | 3.785       | Demerara-Mahaica                     |
| 11.                | Queenstown        | 1.211       | 3.206       | Pomeroon-Supenaam                    |
| 12.                | Charity           | 1.175       | 3.111       | Pomeroon-Supenaam                    |
| 13.                | Vreed-en-Hoop     | 3.054       | 3.073       | Isole Essequibo-Demerara Occidentale |
| 14.                | Anna Regina       | 1.124       | 2.976       | Pomeroon-Supenaam                    |
| 15.                | Danielstown       | 900         | 2.383       | Pomeroon-Supenaam                    |
| 16.                | Fort Wellington   | n.d.        | 2.253       | Mahaica-Berbice                      |
| 17.                | Kumaka            | n.d.        | 2.170       | Berbice Orientale-Corentyne          |
| 18.                | Mahaicony Village | 4.665       | 2.130       | Mahaica-Berbice                      |
| 19.                | Lethem            | 645         | 1.708       | Alto Takutu-Alto Essequibo           |
| 20.                | Bartica           | 4.087       | 1.651       | Cuyuni-Mazaruni                      |
| 21.                | Parika            | 1.101       | 1.094       | Isole Essequibo-Demerara Occidentale |
| 22.                | Mabaruma          | 391         | 1.035       | Barima-Waini                         |
| 23.                | Mahdia            | 147         | 1.014       | Potaro-Siparuni                      |

## Città principali in ordine alfabetico
- Apoteri
- Bartica
- Biloku
- Charity
- Christianburg
- Dadanawa
- Enmore
- Enterprise
- Fort Wellington
- Georgetown
- Isherton
- Issano
- Ituni
- Kamarang
- Kwakwani
- Lethem
- Linden
- Mabaruma
- Mahdia
- Matthews Ridge
- Morawhanna
- McKenzie
- New Amsterdam
- Parika
- Potosi
- Rosignol
- Springlands
- Suddie
- Wismar
- Wreed-an Hoop